# Кутозуб ельбурський
Кутозуб ельбурський (Paradactylodon gorganensis) — вид земноводних з роду Передкутозуб родини Кутозубі тритони.

## Опис
Загальна довжина досягає 12—14 см. За будовою схожий на інших представників свого роду. Вирізняється більш потужними кінцівками та доволі довгим хвостом. Кінець хвоста звужується в закруглену гулю. Забарвлення світло-коричневу з жовтими цяточками у задній частині тулуба та на хвості.

## Спосіб життя
Полюбляє гірські місцини, вологі схили, карсти, трапляється у печерних струмках. Зустрічається на висоті 310–830 м над рівнем моря. Живиться комахами та членистоногими.
Самиця відкладає яйця у воді, прикріплюючи їх до каміння. Вони являють собою своєрідні нитки з груп яєць по 31—52 яйця в кожній. Через 7 діб з'являється личинка. Метаморфоз триває 2—3 місяця.

## Розповсюдження
Відомий за знахідками у печері Ширабад, розташованої на сході гірського пасма Ельбурс на шляху між населеними пунктами Горган і Алі-Абад в провінції Гулістан (Іран).